# Amanda Sidwall
Amanda Carolina Vilhelmina Sidwall, född 25 juli 1844 i Stockholm, död 11 januari 1892 i Stockholm, var en svensk målare och tecknare.

## Biografi
Amanda Sidwall var dotter till sämskmakaren Sven Lorentz Sidwall och Fredrika Christina Sidwall. Hon utbildade sig först tillsammans med sin syster Mathilda i ornamentsteckning, modellering och figurteckning på Slöjdskolan i Stockholm 1860–1865 (och senare också 1870–1871). När Konstakademien 1864 öppnade Fruntimmerssavdelningen, blev Amanda Sidwall en av de första i en grupp på 18 elever och studerade där. Hon studerade till 1871, under två perioder parallellt med studier på Slöjdskolan. 
Hon utbildade sig sedan vidare i Paris tillsammans med Sophie Södergren (1843–1927) och Anna Nordgren. Amanda Sidwall och Anna Nordgren studerade på Académie Julian, där Amanda Sidwall hade Tony Robert-Fleury som huvudlärare. Hon vistades fortsättningsvis i Frankrike under flera år. Mot slutet av sin tid i Paris fick hon en del goda recensioner, och kunde sälja två målningar till Luxemburgmuseet i Paris. Hon fick ett flertal konstverk antagna till Parissalongen 1880. Hon flyttade tillbaka till Stockholm 1883 som en etablerad konstnär. 
Sidwall finns representerad vid bland annat Nationalmuseum i Stockholm och Länsmuseet Gävleborg.
Vilhelmina Carlson-Bredberg studerade privat för Amanda Sidwall.
Hon förblev ogift.

## Bildgalleri

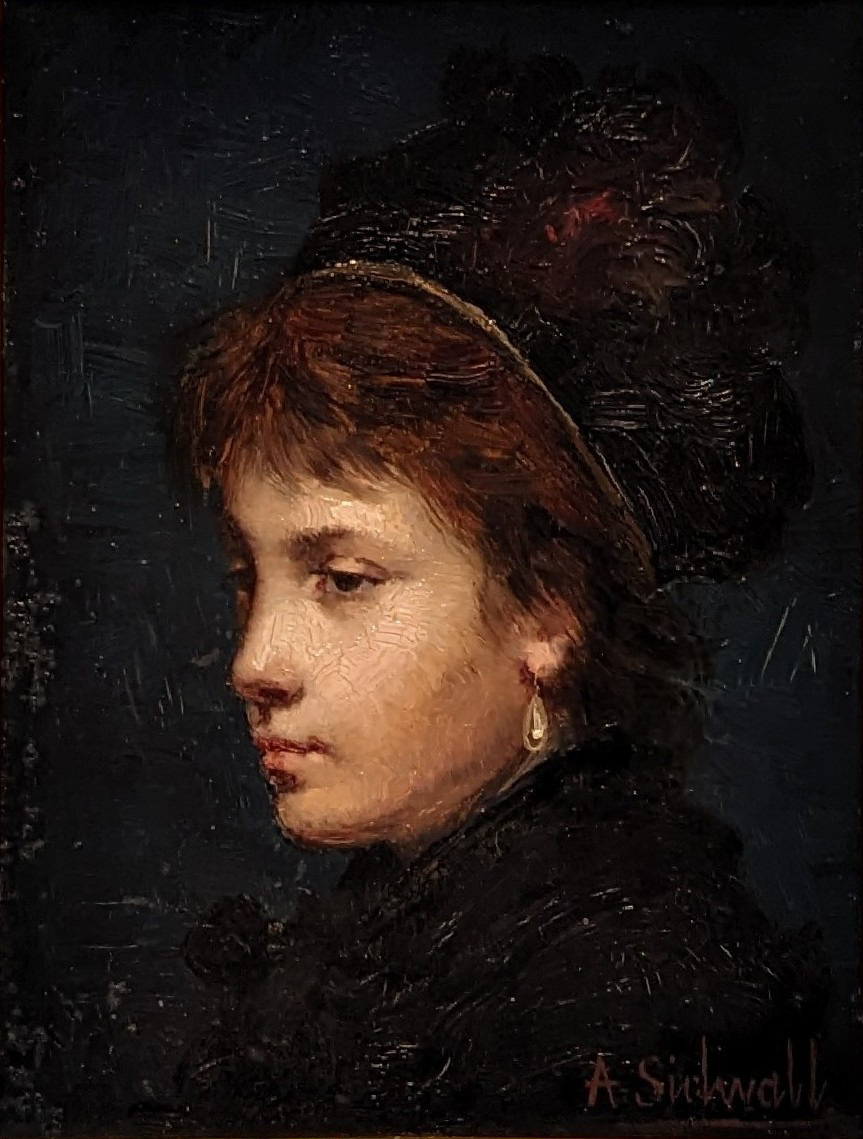
Självporträtt (1892)
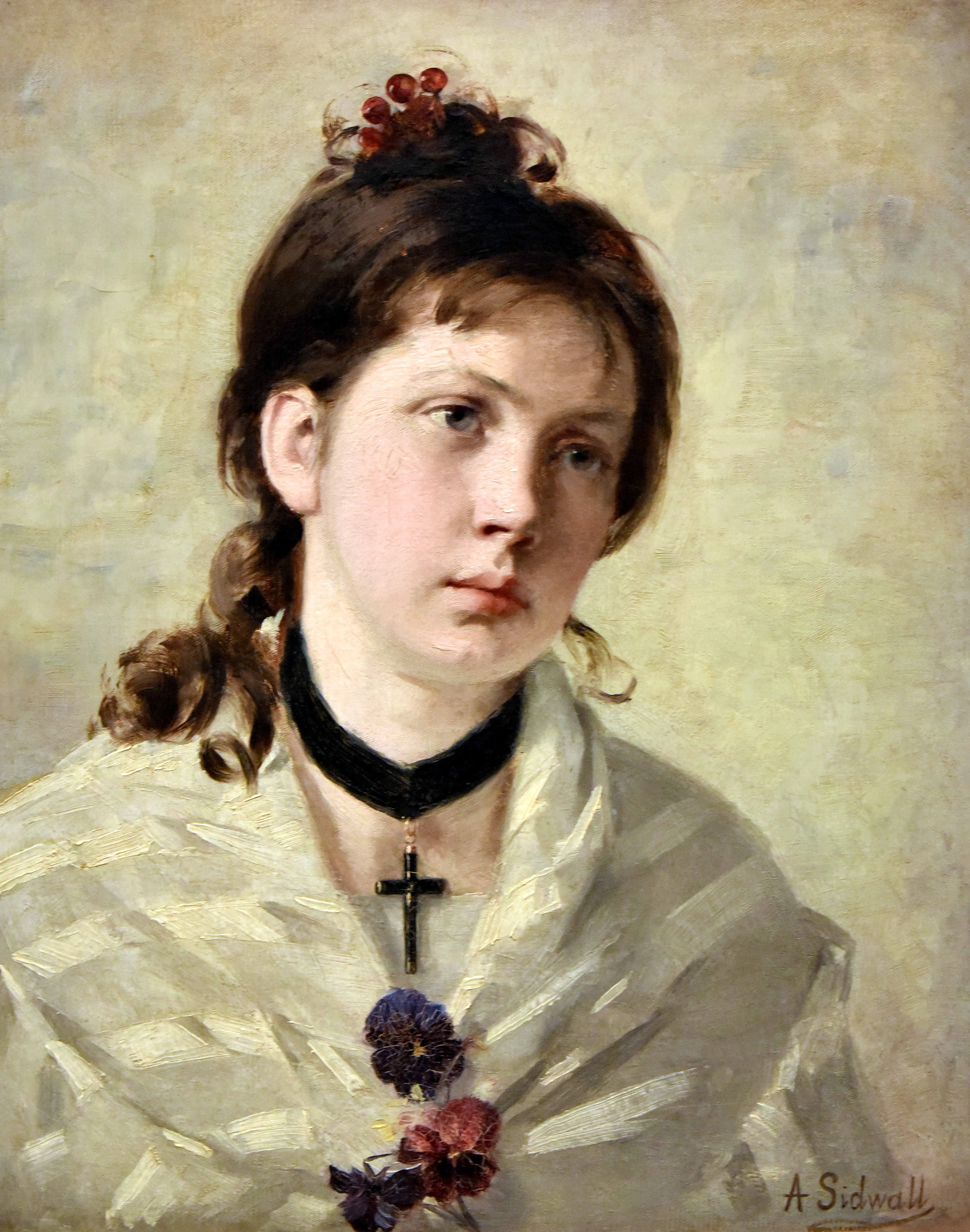
Porträtt av en Kvinna
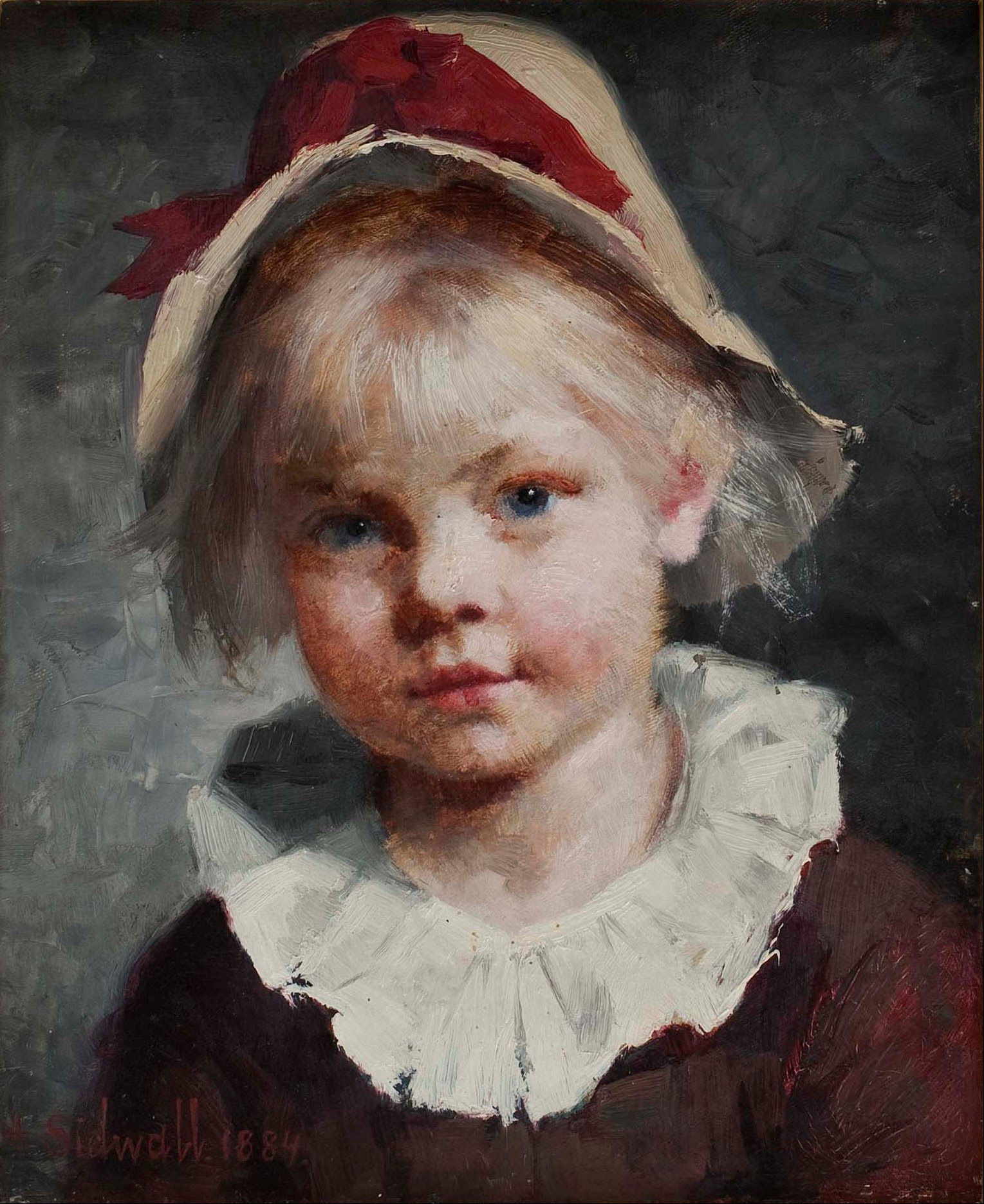
Hjärtetjuven (1884)